# Te Whanga Lagoon
Die Te Whanga Lagoon ist ein See auf Chatham Island im Südpazifik vor der Ostküste Neuseelands.
Der See dominiert mit seinen 179 km² Fläche das Landschaftsbild im Landesinneren der 899 km² großen Insel. Der See sammelt den Abfluss mehrerer kleiner Flüsse des südlichen Hügellandes der Insel, darunter der Awainanga River und der Mangatu Stream. Das Wasser läuft über mehrere Kanäle in die Hanson Bay auf der Ostküste der Insel in den Pazifik ab.
Am Ufer des Sees werden fossile Haizähne gefunden.
Im See gibt es einige Inseln, darunter Waikawa Island, Moturangaranga Island, Motuhinahina Island und die Limestone Rocks.